# St. Johannes (Ungerhausen)

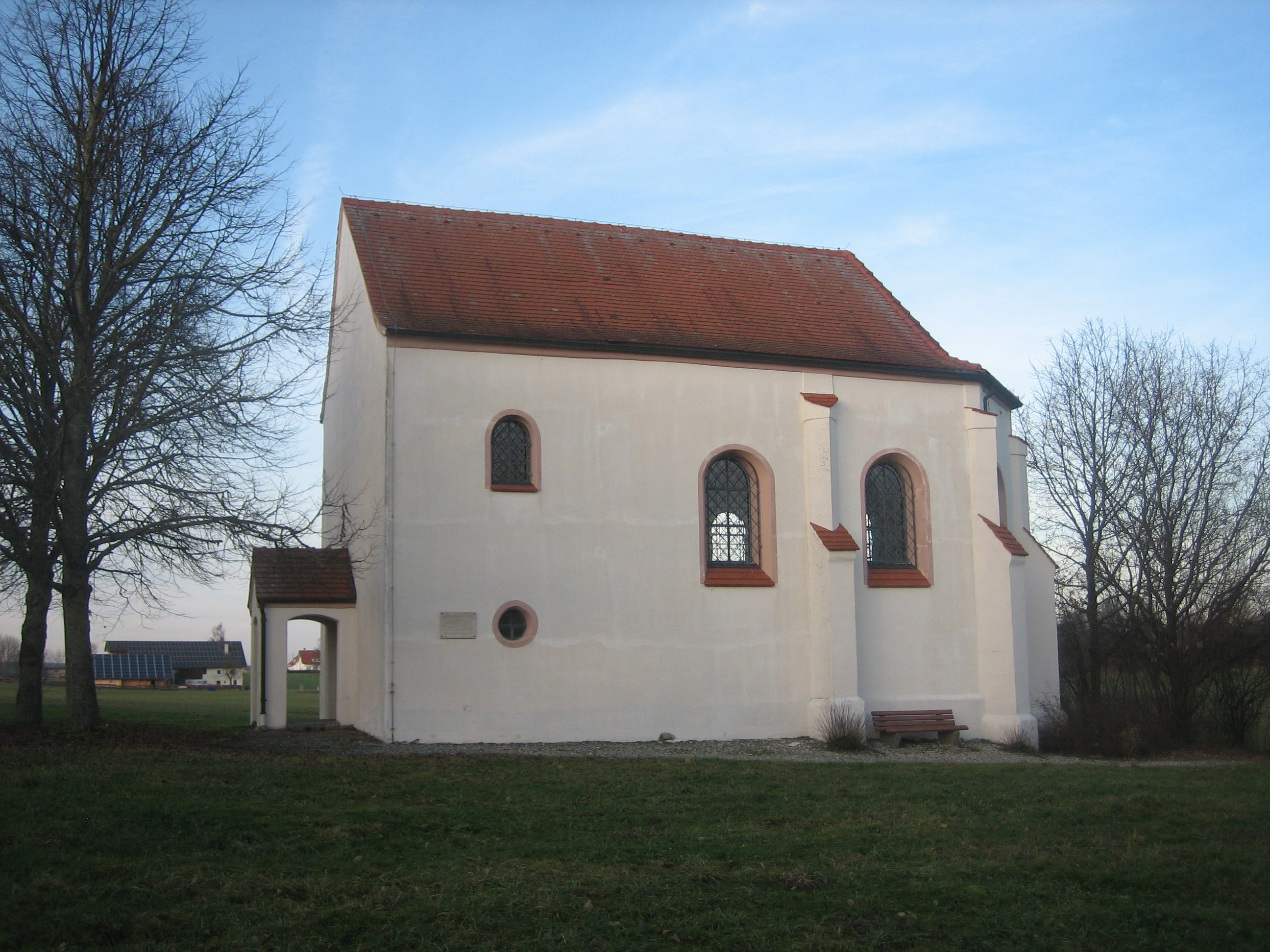
St. Johannes in Ungerhausen

Die römisch-katholische Kapelle St. Johannes befindet sich südwestlich der Gemeinde Ungerhausen im Landkreis Unterallgäu in Bayern. Die Kapelle steht unter Denkmalschutz.

## Geschichte
An der Stelle der Kapelle befand sich früher eine Pfarrkirche. Diese wurde im Jahre 1733 abgerissen. Von diesem Vorgängerbau wurde der wohl im 15. Jahrhundert errichtete Chor zur Kapelle umfunktioniert und an der Westseite mit einem Abschluss versehen. Das Langhaus der Pfarrkirche befand sich auf der Südseite der Kapelle und ist durch Ausgrabungen bekannt.

## Baubeschreibung

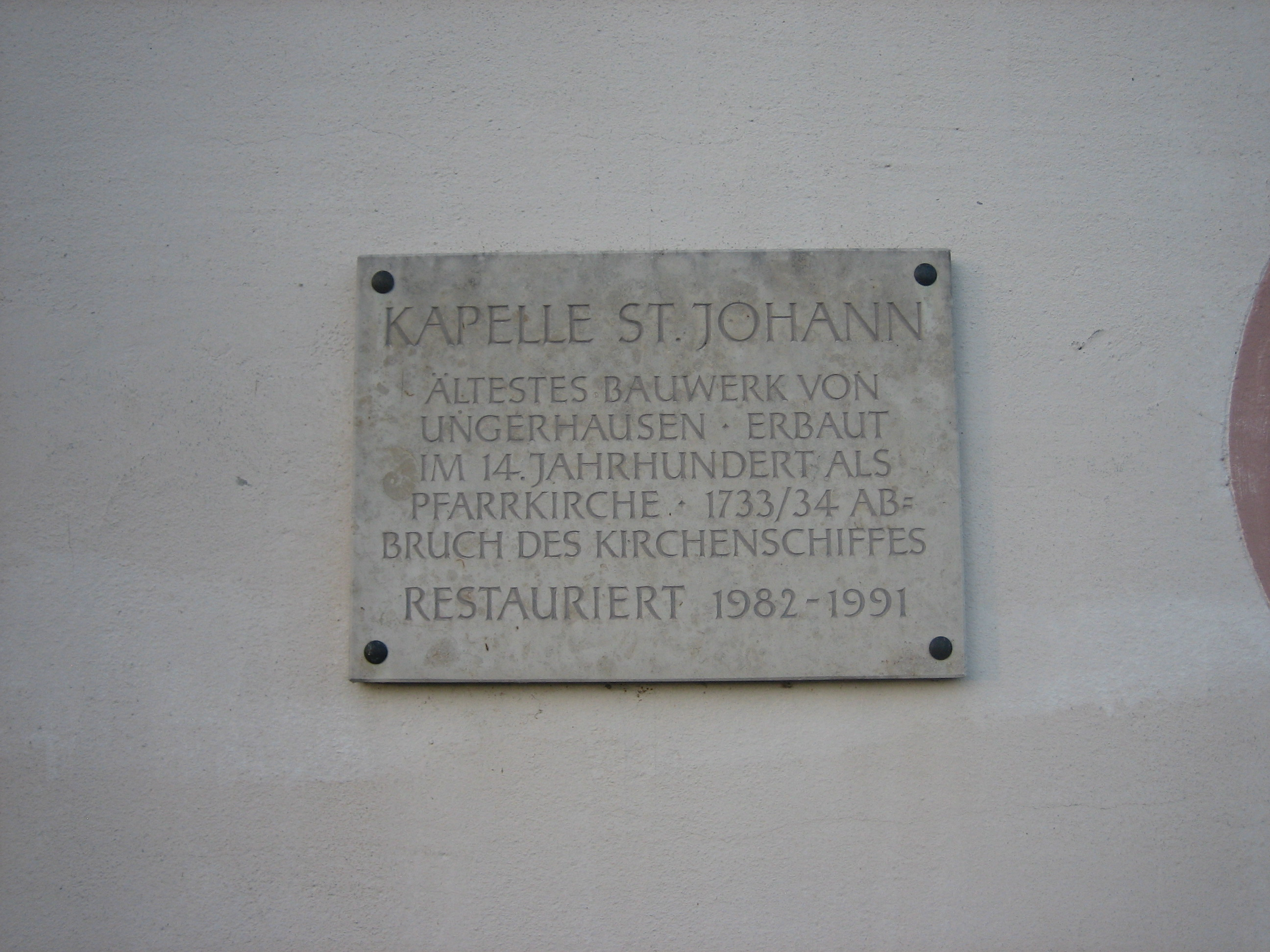
Inschriftentafel an der Kapelle

Die verputzte Kapelle befindet sich außerhalb des Ortes auf freiem Feld. Der Chor besteht aus zwei Jochen und ist mit einem 3/8-Schluss abgeschlossen. Im Inneren ist die Kapelle mit einem Tonnengewölbe mit Stichkappen versehen. Die Kapelle ist mit Rundbogenfenstern ausgestattet, diese waren früher spitzbogig. An der Außenseite des Chores befinden sich Strebepfeiler.

## Ausstattung
Im Westbereich der Kapelle befindet sich eine Holzempore aus dem 18. Jahrhundert. In der Kapelle befindet sich ein Gemälde auf Holz mit der Darstellung des Todes des heiligen Joseph aus dem zweiten Viertel des 18. Jahrhunderts. Die mit geschnitzten Wangen, Blattwerk und Blüten versehene Kinderbank besteht aus Nadelholz und wurde gegen die Mitte des 18. Jahrhunderts gefertigt.